# Tayassuini
Tayassuini – plemię ssaków łożyskowych z podrodziny Tayassuinae w obrębie rodziny pekariowatych (Tayassuidae).

## Podział systematyczny
Do plemienia należą następujące występujące współcześnie rodzaje:
- Parachoerus Rusconi, 1930 – pekarczyk – jedynym żyjącym współcześnie przedstawicielem jest Parachoerus wagneri (Rusconi, 1930) – pekarczyk czakoański
- Dicotyles G. Cuvier, 1816 – pekariowiec – jedynym żyjącym współcześnie przedstawicielem jest Dicotyles tajacu (Linnaeus, 1758) – pekariowiec obrożny
- Tayassu G. Fischer, 1814 – pekari – jedynym żyjącym współcześnie przedstawicielem jest Tayassu pecari (Link, 1795) – pekari białobrody

Opisano również rodzaje wymarłe:
- Brasiliochoerus Rusconi, 1930[14]
- Catagonus F. Ameghino, 1904[15]